# مارشال بريدغز
مارشال بريدغز (بالإنجليزية: Marshall Bridges)‏ هو لاعب كرة قاعدة أمريكي، ولد في 2 يونيو 1931 في جاكسون في الولايات المتحدة، وتوفي بنفس المكان في 3 سبتمبر 1990 بسبب سرطان.

## وصلات خارجية
- مارشال بريدغز على موقعبيزبول رفرنس.كوم (الدوري الرئيسي) (الإنجليزية)
- مارشال بريدغز على موقعبيزبول رفرنس.كوم (الدوري الثانوي) (الإنجليزية)
- مارشال بريدغز على موقع مشجعي الرسوم البيانية (الإنجليزية)